# یوکوشیباهیکاری
یوکوشیباهیکاری (به لاتین: Yokoshibahikari) یک منطقهٔ مسکونی در ژاپن است که در Sanbu District واقع شده‌است. یوکوشیباهیکاری ۶۶٫۹۱ کیلومترمربع مساحت و ۲۴٬۳۱۵ نفر جمعیت دارد.